# Casa da Mãe Joana 2
Casa da Mãe Joana 2 é um filme brasileiro produzido por Martha Alencar e Heloisa Rezende, com direção geral de Hugo Carvana. O longa é uma continuação do filme A Casa da Mãe Joana e em seu elenco está José Wilker, Betty Faria, Juliana Paes, Carmem Verônica, entre outros.

## Sinopse
Após lançar o livro "Casa da Mãe Joana", Montanha (Antonio Pedro) está levando uma vida tranquila como escritor de sucesso. Um dia ele recebe um pedido de ajuda de seu velho amigo Juca (José Wilker), que está preso no Cafiristão e precisa urgentemente de dinheiro para não ser enforcado. Paralelamente, PR (Paulo Betti) segue dando seus golpes em viúvas ricas e escolheu a madame Pedregal (Carmem Verônica) como seu novo alvo. Não demora muito para que tanto Juca quanto PR se reencontrem na mansão de Montanha, que fica muito feliz em rever os amigos. Entretanto, o que o dono da casa não esperava era que dona Araci (Betty Faria), sua governante, estava tramando um golpe para cima dele.

## Elenco
| Elenco Original     | Elenco Original                            |
| Ator                | Papel                                      |
| ------------------- | ------------------------------------------ |
| Paulo Betti         | Paulo Renato (PR)                          |
| José Wilker         | Juca                                       |
| Antonio Pedro       | Montanha                                   |
| Betty Faria         | Araci                                      |
| Carmem Verônica     | Madame Pedregal                            |
| Fabiana Karla       | Maria Antonieta                            |
| Leona Cavalli       | Laurinha                                   |
| Juliana Paes        | Dolores Sol                                |
| Xuxa Lopes          | Quitéria                                   |
| Felipe Kannenberg   | Tomas de Bruce                             |
| Anselmo Vasconcelos | Alcebíades                                 |
| Gillray Coutinho    | Advogado                                   |
| Caike Luna          | Jean Marie Daufemont de Balagance (Zazzie) |
| Séfora Rangel       | Mulher Mórbida 2                           |
| Eliene Narducci     | Mulher Mórbida                             |
| Júlio Braga         | Gugu                                       |
| Henrique Pires      | Sr. Cavalheiro                             |

## Críticas
Na continuação do filme de 2008, seu estudo sobre o malandro carioca moderno chega a terceira idade. Como bons amigos, Antônio Pedro (Montanha), José Wilker (Juca) e Paulo Betti (PR), deixando de fora Pedro Cardoso, retornam para contar uma história desprovida de lógica, envolvendo sucessos literários, viúvas ricas de ditadores africanos, equipamentos de espionagem e assombrações.
Tentar explicar Casa da Mãe Joana 2, porém, é um exercício de falácia. Há tantos elementos bizarros e desconexos - de maratonas de maconha à aparições da nobreza francesa - que a única reação possível ao final da sessão é o silêncio: “O que foi isso que eu acabei de ver?”. O mote continua a ser o hedonismo, mas o desgaste dos anos transforma o filme em um corpo estranho, onde referências sofisticadas a Sam Peckinpah (Tragam-me a Cabeça de Alfredo Garcia, 1974), Louis Malle (Zazie no Metrô, 1960) e Federico Fellini (E la Nave Va, 1983) se misturam a piadas banais sobre gays, gordas e pirocas.

Melhor é pensar em Casa da Mãe Joana 2 não como um filme sobre pulhas, mas como uma malandragem em si. O capítulo final da trilogia Vai Trabalhar Vagabundo (depois da continuação de 1991), com Carvana retornando discretamente ao papel de Secundino Meireles para um último grande golpe no público brasileiro .